# Исток

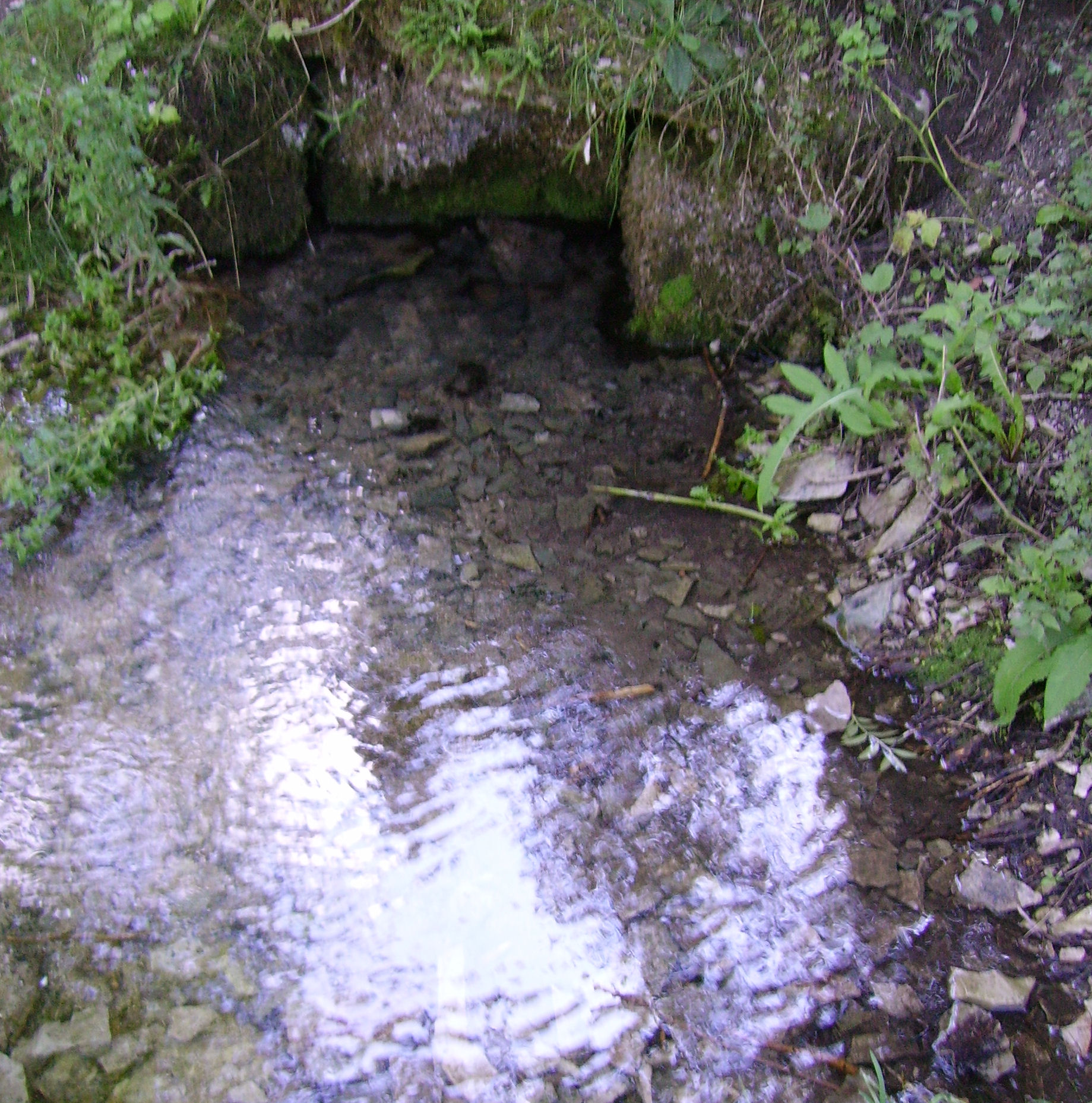
Исток в виде родника.

Исто́к — место, где водоток (например, река или ручей) берёт своё начало. На географической карте исток обычно представляется условной точкой.
Исток чаще всего соответствует месту, с которого появляется русло постоянного водотока, или месту, с которого появляется постоянное течение воды в русле.
Истоком обычно является начало ручья, получающего воду из родника, конец ледника, озеро, болото. На болотных реках за исток часто принимается точка, с которой появляется открытый поток с постоянным руслом.
В речной системе, имеющей большое количество истоков, главным считается исток, наиболее удалённый от устья или наиболее многоводный. Нередко началом крупных рек считается место слияния двух рек, носящих разные названия. Например, Северная Двина образуется от слияния Сухоны и Юга, река Амур — от слияния Шилки и Аргуни, а река Обь — от слияния Бии и Катуни. В этом случае следует говорить о гидрографической длине реки, представляющей собой сумму длин основной реки и той из её образующих, исток которой наиболее удалён от места слияния.